# Afișor în spațiu liber
Un afișor în spațiu liber este un dispozitiv care proiectează imagini 3D într-un volum de spațiu liber, de ex. într-un aerosol precum ceața sau un gaz. În mod obișnuit este folosit un set de lasere cu oglinzi rotative (un spectacol de lumini laser). Asemenea afișoare au capabilități limitate de generare a imaginilor în volum, tridimensionale.
Alternativ, un proiector puternic poate fi focalizat pe un zid îngust de aerosol suspendat. Acesta se aseamănă mult cu un ecran de proiectare transparent. Metoda aceasta este comercializată pentru afișări interactive.